# II. Vologaészész pártus király
II. Vologaészész (? – 147?) pártus király 105-től 147-ig: II. Pakórosz trónjának egyik rivális trónkövetelője.
Először 105–106-ban lépett fel Parthia királyaként, és úgy tűnik, Oszroész uralkodása (kb. 110–129) alatt mindvégig fenntartotta trónigényét. Oszroész halála után Vologaészész egy másik vetélytársát, IV. Mithridatészt is legyőzte, és megszerezte a Parthus Birodalom nagyobbik felét, amelyet egészen haláláig uralma alatt is tartott.